# Савез хокеја на леду Норвешке
Савез хокеја на леду Норвешке (НИЈБ) (норв. Norges Ishockeyforbund, NIHF) кровна је спортска организација задужена за професионални и аматерски хокеј на леду и инлајн хокеј на подручју Краљевине Норвешке. 
Савез је пуноправни члан Међународне хокејашке федерације (ИИХФ) од 20. јануара 1935. године.
Седиште Савеза налази се у главном граду земље Ослу.

## Историја
Интензивнији развој хокеја на леду у Норвешкој почео је крајем двадесетих година прошлог века, и то углавном у северном делу земље где су постојали одлични природни услови за развој овог спорта (довољан број природних ледених површина и не тако оштра клима). Прве екипе формиране су током 1932. у Трондхејму, Сандвикену и Тромсеу. Представници десет клубова (Форвард, Фурусет, Гјоа, Хасле, Холмен, Стронг, Триг, НТХИ, Тронд и Трондхејм) су заједничком иницијативом 18. септембра 1934. основали „Хокејашки савез Норвешке“ (норв. Norges Ishockeyforbund). Свега 4 месеца касније (20. јануара) Савез је постао и пуноправним чланом Међународне хокејашке федерације. За првог председника Савеза именован је представник клуба Триг Ролф Гјертсен. 
Прва службена утакмица у земљи одиграна је на стадиону у Фурусету 4. јануара 1935. између екипа Гјоа и Фурусет, а победио је гостујући тим са убедљивих 5:0. Утакмицу је судио Јохан Нарвестад. 
За кратко време хокеј је постигао велику популарност у земљи, нарочито међу млађом популацијом. Тако је крајем 1950-их у лигашким такмичењима намењеним млађим узрасним категоријама учествовало више од 60 екипа. У исто време широм земље отварале су се школе хокеја, а подизане су и нове спортске дворане са вештачким ледом

## Такмичења
Савез је задужен за организацију професионалних и аматерских такмичења у земљи те за функционисање националних репрезентативних селекција. 
Национално првенство одржава се од сезоне 1934/35, а сам систем такмичења у лиги се мењао с временом. Професионални карактер имају Елитна лига и Прва дивизија. На аматерском нивоу одигравају се такмичења у оквирима друге, треће и четврте дивизије. Постоје и две женске полупрофесионалне лиге са по 4 клуба (Елит лиген и Прва лига). 
Иако је национални савез формиран 1934. лоша финансијска ситуација у истом одлагала је стварање националне сениорске селекције све до 1937. године. Те године репрезентација је дебитовала на међународној сцени, и то на Светском првенству које је одржано у Лондону. Дебитантску утакмицу одиграли су 17. фебруара против селекције Чехословачке (и изгубили са 0:7). Како су изгубили и наредни сусрет против Швајцарске дан касније (са 2:13) Норвежани су неславно завршили учешће на свом првом наступу на великим такмичењима. Највећи успех на светским првенствима остварили су 1951. освајањем 4. места. Од 11 учешћа на ЗОИ (закључно са ЗОИ 2014) највећи успех остварен је 1972. у Сапороу када је освојено 8. место (од 11 екипа).
Женска сениорска репрезентација формирана је почетком 1988, а прву међународну утакмицу одиграла је против селекције Швајцарске у Копенхагену (Данска) 31. децембра исте године (и изгубила са 2:5). Већ наредне године репрезентација је дебитовала и на Европском првенству, а 1990. и на Светском првенству елитне дивизије. 
На међународној сцени такмиче се и млађе селекције (до 18 и до 20 година) у обе конкуренције, те мушка репрезентација у инлајн хокеју. Савез је задужен и за рад репрезентације у слеџ хокеју (хокеју у колицима за особе са инвалидитетом). 

## Награде и признања
Савез хокеја на леду Норвешке традиционално, на крају сваке сезоне проглашава најбоље играче у обе конкуренције. Награду Златна палица добија најбољи мушки, а трофеј Валемон женски играч. Награду Поларни медвед (који је симбол националног савеза) добијају сви играчи са одиграних више од 50 службених утакмица за националну репрезентацију.

## Савез у бројкама
Према подацима ИИХФ из 2013. на подручју под ингеренцијом норвешког савеза регистровано је укупно 6.900 играча, односно 2.927 у сениорској (2.284 мушкараца и 643 жена) и 3.972 у јуниорској конкуренцији. Према истим подацима не постоје регистроване акције намењене женском хокеју. Судијску лиценцу поседовало је 216 арбитара. 
Хокејашку инфраструктуру чини 44 затворене ледене дворане и 2 терена на отвореном. Највеће ледене дворане су у Ослу (10.000 места) и Трондхејму (8.000). 